# Colin Dagba
Colin Dagba (Béthune, Norte-Paso de Calais, Francia, 9 de septiembre de 1998) es un futbolista francés que juega en la posición de defensa para el K Beerschot VA de la Primera División de Bélgica.

## Biografía
Tras empezar a formarse como futbolista con el R. C. Lens, tras tres años se marchó a la disciplina del U. S. Boulogne. Tras dos años en los equipos inferiores, en 2015 hizo su debut con el segundo equipo, y tan solo una temporada después debutó con el primer equipo. En 2016 se marchó al París Saint-Germain, con el que empezó jugando en el segundo equipo. Finalmente hizo su debut con el primer equipo el 4 de agosto de 2018 en la Supercopa de Francia 2018 contra el Mónaco, disputando los 90 minutos. Su debut en la Ligue 1 se produjo el 12 de agosto de 2018 contra el S. M. Caen.
El 6 de julio de 2022 renovó su contrato con el conjunto parisino hasta 2025 y fue cedido al R. C. Estrasburgo para la temporada 2022-23. La siguiente también fue prestado, siendo el A. J. Auxerre su destino. Tras esta segunda cesión dejó definitivamente el Paris Saint-Germain y se marchó a Bélgica para jugar en el K Beerschot VA.

## Selección nacional
Fue internacional con la selección de fútbol sub-21 de Francia desde 2019.

## Estadísticas

### Clubes
Actualizado al último partido disputado el 29 de marzo de 2025.
| Club                                 | Div.          | Temporada     | Liga  | Liga  | Copas nacionales | Copas nacionales | Copas internacionales | Copas internacionales | Total | Total |
| Club                                 | Div.          | Temporada     | Part. | Goles | Part.            | Goles            | Part.                 | Goles                 | Part. | Goles |
| ------------------------------------ | ------------- | ------------- | ----- | ----- | ---------------- | ---------------- | --------------------- | --------------------- | ----- | ----- |
| U. S. Boulogne II Francia            | 4.ª           | 2015-16       | 19    | 0     | —                | —                | —                     | —                     | 19    | 0     |
| U. S. Boulogne II Francia            | Total club    | Total club    | 19    | 0     | 0                | 0                | 0                     | 0                     | 19    | 0     |
| U. S. Boulogne Francia               | 3.ª           | 2015-16       | 1     | 0     | 0                | 0                | —                     | —                     | 1     | 0     |
| U. S. Boulogne Francia               | Total club    | Total club    | 1     | 0     | 0                | 0                | 0                     | 0                     | 1     | 0     |
| Paris Saint-Germain F. C. II Francia | 4.ª           | 2016-17       | 23    | 0     | —                | —                | —                     | —                     | 23    | 0     |
| Paris Saint-Germain F. C. II Francia | 4.ª           | 2017-18       | 2     | 0     | —                | —                | —                     | —                     | 2     | 0     |
| Paris Saint-Germain F. C. II Francia | Total club    | Total club    | 25    | 0     | 0                | 0                | 0                     | 0                     | 25    | 0     |
| Paris Saint-Germain F. C. Francia    | 1.ª           | 2018-19       | 17    | 0     | 4                | 0                | 1                     | 0                     | 22    | 0     |
| Paris Saint-Germain F. C. Francia    | 1.ª           | 2019-20       | 10    | 0     | 5                | 0                | 1                     | 0                     | 16    | 0     |
| Paris Saint-Germain F. C. Francia    | 1.ª           | 2020-21       | 25    | 1     | 3                | 0                | 5                     | 0                     | 33    | 1     |
| Paris Saint-Germain F. C. Francia    | 1.ª           | 2021-22       | 3     | 0     | 3                | 0                | 0                     | 0                     | 6     | 0     |
| Paris Saint-Germain F. C. Francia    | Total club    | Total club    | 55    | 1     | 15               | 0                | 7                     | 0                     | 77    | 1     |
| R. C. Estrasburgo Francia            | 1.ª           | 2022-23       | 21    | 0     | 0                | 0                | ―                     | ―                     | 21    | 0     |
| R. C. Estrasburgo Francia            | Total club    | Total club    | 21    | 0     | 0                | 0                | 0                     | 0                     | 21    | 0     |
| A. J. Auxerre Francia                | 2.ª           | 2023-24       | 16    | 0     | 2                | 0                | ―                     | ―                     | 18    | 0     |
| A. J. Auxerre Francia                | Total club    | Total club    | 16    | 0     | 2                | 0                | 0                     | 0                     | 18    | 0     |
| K Beerschot VA · Bélgica             | 1.ª           | 2024-25       | 20    | 0     | 3                | 0                | ―                     | ―                     | 23    | 0     |
| K Beerschot VA · Bélgica             | Total club    | Total club    | 20    | 0     | 3                | 0                | 0                     | 0                     | 23    | 0     |
| Total carrera                        | Total carrera | Total carrera | 157   | 1     | 20               | 0                | 7                     | 0                     | 184   | 1     |
| 1. 2.                                |               |               |       |       |                  |                  |                       |                       |       |       |

## Palmarés

### Campeonatos nacionales
| Título                     | Club                      | País    | Año  |
| -------------------------- | ------------------------- | ------- | ---- |
| Supercopa de Francia       | París Saint-Germain F. C. | Francia | 2018 |
| Ligue 1                    | París Saint-Germain F. C. | Francia | 2019 |
| Supercopa de Francia       | París Saint-Germain F. C. | Francia | 2019 |
| Ligue 1                    | París Saint-Germain F. C. | Francia | 2020 |
| Copa de Francia            | París Saint-Germain F. C. | Francia | 2020 |
| Copa de la Liga de Francia | París Saint-Germain F. C. | Francia | 2020 |
| Supercopa de Francia       | París Saint-Germain F. C. | Francia | 2020 |
| Copa de Francia            | París Saint-Germain F. C. | Francia | 2021 |
| Ligue 1                    | París Saint-Germain F. C. | Francia | 2022 |